# My Soul
My Soul – trzeci studyjny album amerykańskiego rapera Coolio. Został wydany 26 sierpnia, 1997 r.
Album dotarł do 39. miejsca notowania Billboard 200 i 49. miejsce na Top R&B/Hip-Hop Albums.

## Lista utworów
1. „Intro” – 0:26
2. „2 Minutes & 21 Seconds of Funk” – 2:24
3. „One Mo” (feat. 40 Thevz) – 3:44
4. „The Devil is Dope” – 4:13
5. „Hit 'Em” (feat. Ras Kass) – 4:21
6. „Knight Falls” – 4:10
7. „Ooh La La” – 4:05
8. „Can U Dig It” – 3:44
9. „Nature of the Business”  (Featuring Al Wilson)  – 4:42
10. „Homeboy” (feat. Montell Jordan) – 4:08
11. „Throwndown 2000” (feat. 40 Thevz) – 3:53
12. „Can I Get Down One Time” – 3:45
13. „(Interlude)” –
14. „My Soul” – 4:19
15. „Let's Do It” – 4:32
16. „C U When U Get There” (feat. 40 Thevz) – 5:09